# Mỏ sừng nâu đỏ
Mỏ sừng nâu đỏ (danh pháp hai phần: Buceros hydrocorax) là một loài chim trong họ Bucerotidae.
Đây là loài đặc hữu của Philippines, nơi chúng xuất hiện ở các khu rừng nguyên sinh, thứ sinh và bị xáo trộn trên 11 hòn đảo: Luzon và Marinduque (chủng hydrocorax), Samar, Leyte, Bohol, Panaon, Biliran, Calicoan và Buad (semigaleatus), Dinagat, Siargao, Mindanao (cộng với Balut, Bucas và Talicud) và Basilan (race mindanensis). Loài này vẫn còn phổ biến ở địa phương, đặc biệt là ở Sierra Madre của Luzon, nhưng tiếp tục bị áp lực săn bắn đáng kể và mất môi trường sống rộng rãi. Chúng là một trong những loài chim lớn nhất trong một khu rừng nhiệt đới vùng đất thấp (Clarido, 2017)

## Hình ảnh

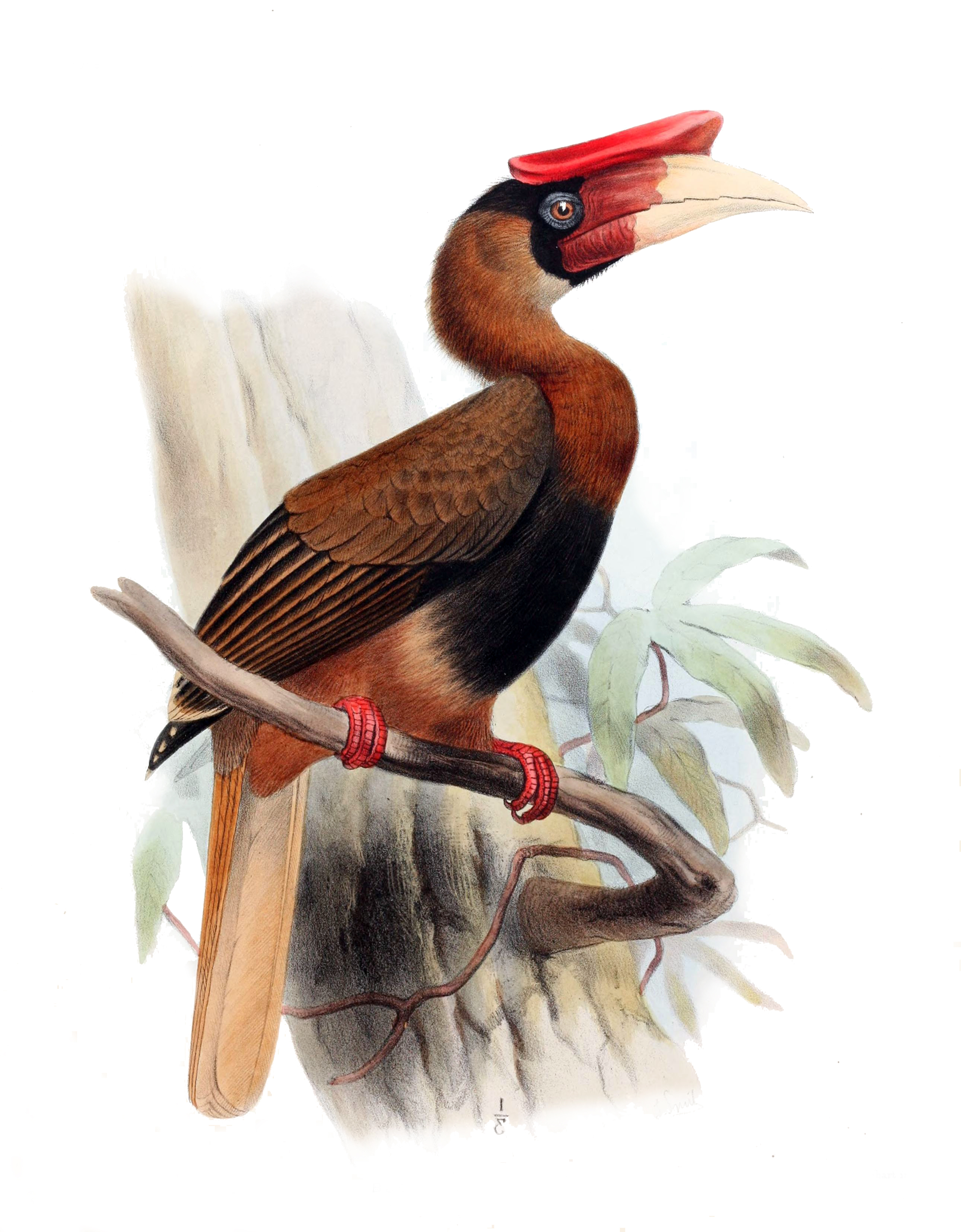
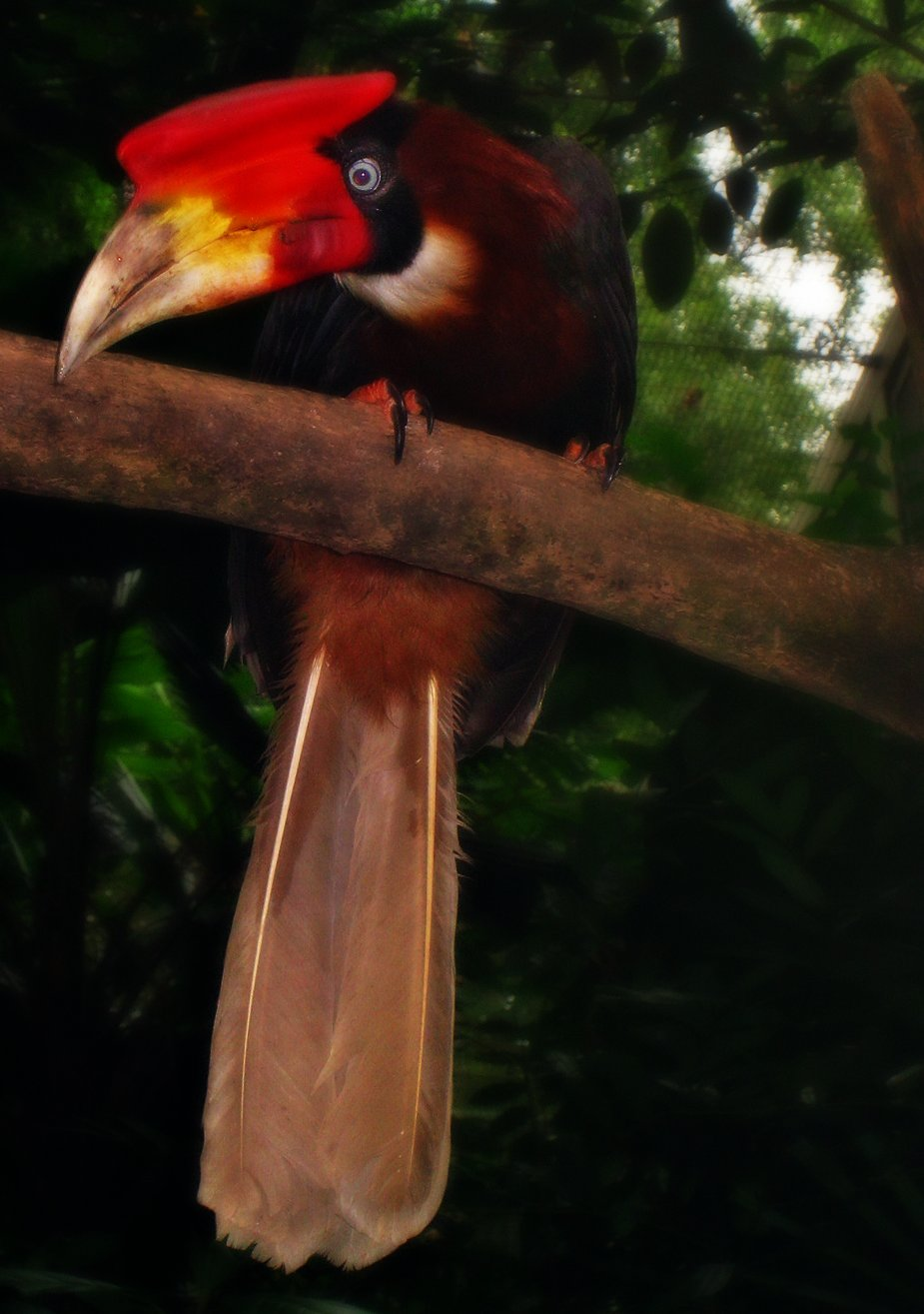
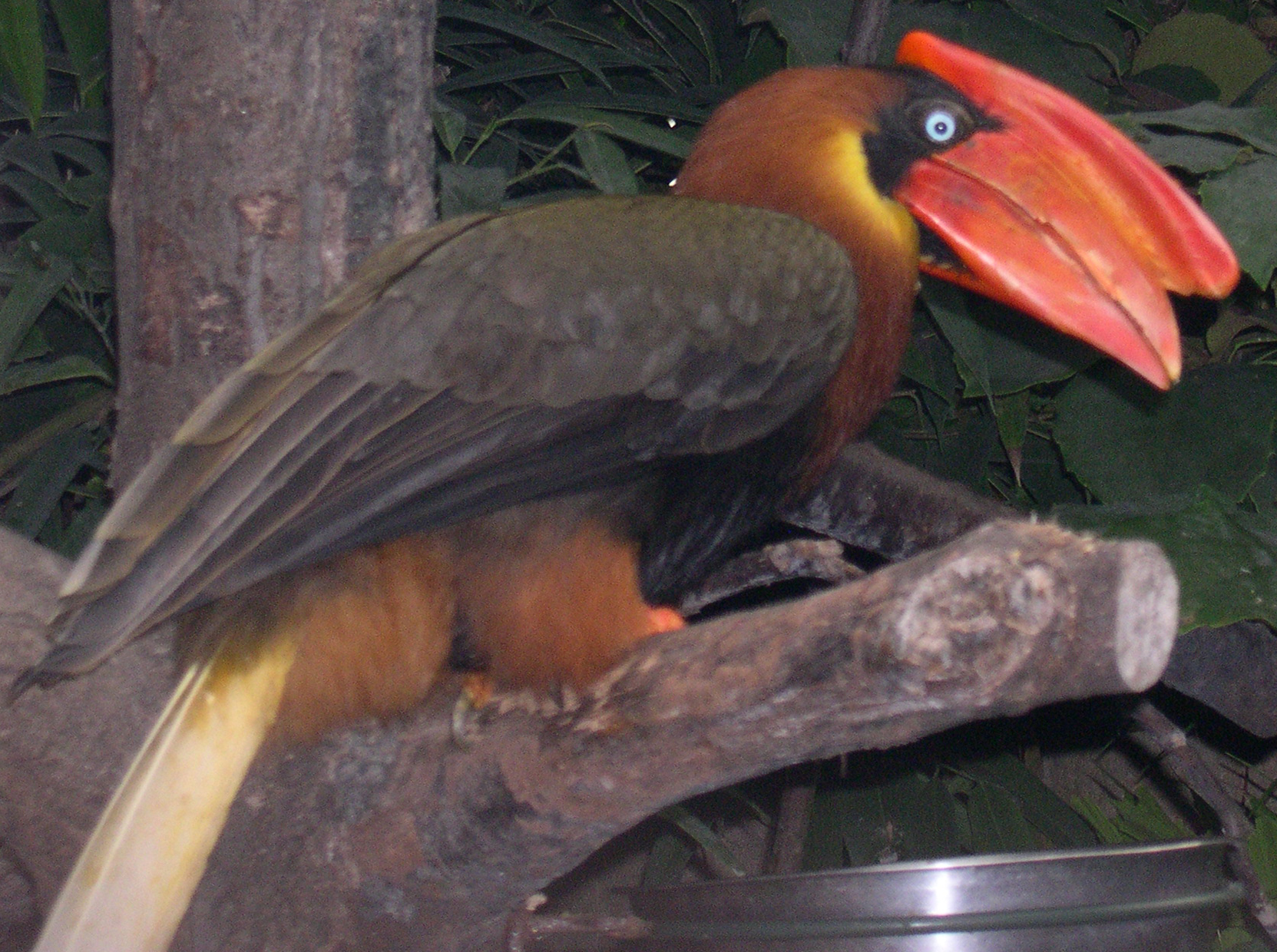
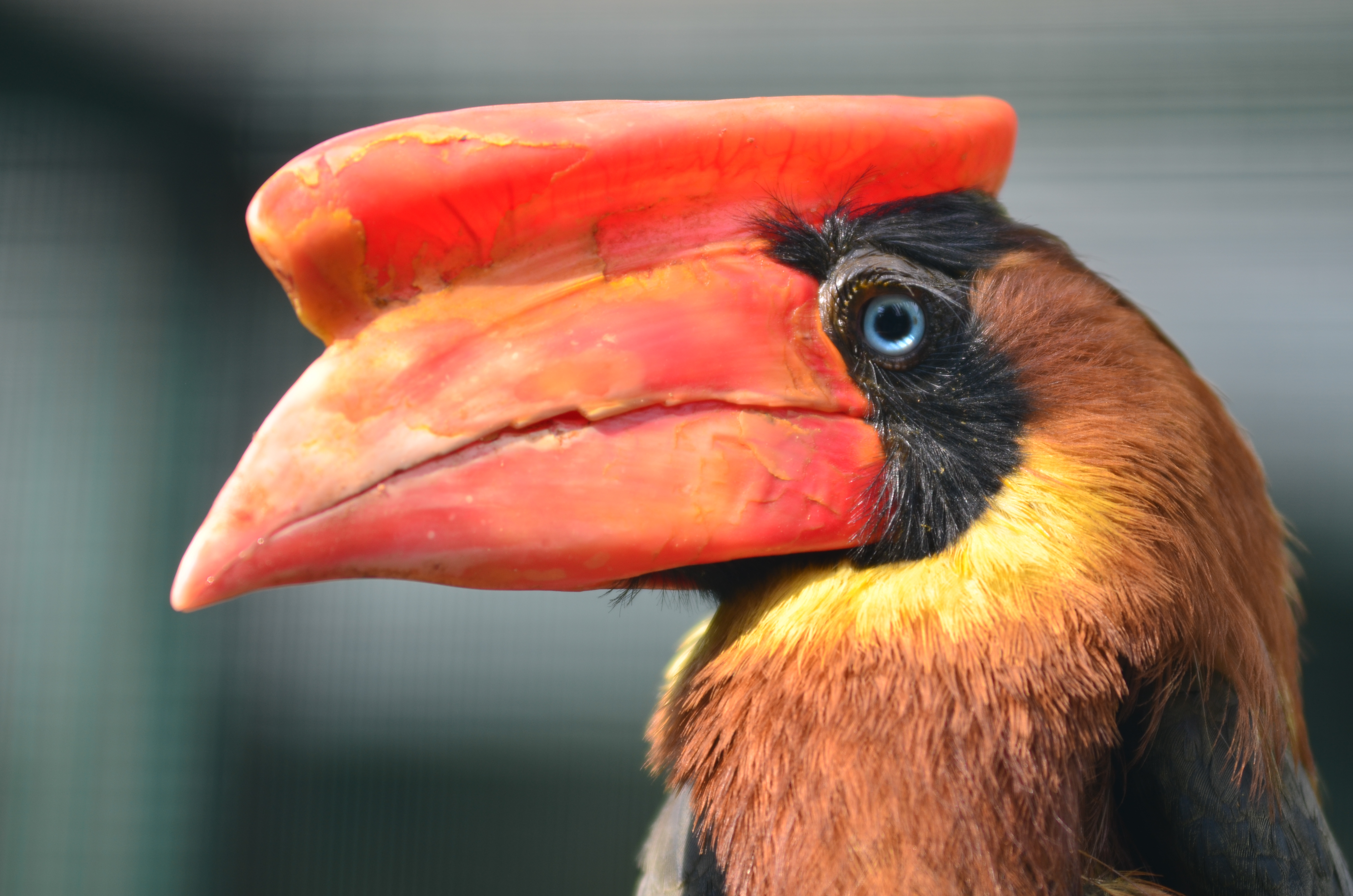